# Hans Aabech
Hans Vilhelm Aabech (Kopenhagen, 1 november 1948 – aldaar, 8 januari 2018) was een Deense voetballer die als aanvaller speelde.

## Clubcarrière
Hij begon zijn carrière in Denemarken bij Skovshoved IF en speelde daarna voor Hvidovre IF, waarmee hij in 1973 de landstitel veroverde. Tevens werd hij topscorer van de Deense competitie met 23 goals. Dit leverde hem de titel Deens voetballer van het jaar op. Via Club Brugge belandde hij in 1975 bij FC Twente. Hij was een seizoen actief in Enschede en vertrok daarna naar De Graafschap (seizoen 1976-'77).
Vervolgens ging hij weer terug naar België om daar te spelen voor achtereenvolgens Lokerse SV (1ste provinciale) en AS Oostende. Ten slotte kwam hij in Denemarken nog uit voor Hvidovre IF, KB, Lyngby BK en HIK. In 1980 werd hij met KB voor de tweede maal landskampioen en topscorer van de Deense competitie.

## Interlandcarrière
Aabech speelde in 1973 en 1974 drie interlands voor de Deense nationale ploeg. Hij kwam in deze duels niet tot scoren.
Aabech was de vader van voetballer Kim Aabech. Hij overleed begin 2018 op 69-jarige leeftijd.
Competitiewedstrijden:
| Seizoen | Club          | Competitieduels | Doelpunten |
| ------- | ------------- | --------------- | ---------- |
| 75/76   | FC Twente     | 17              | 1          |
| 76/77   | De Graafschap | 19              | 1          |

## Erelijst
Hvidovre IF
- Deens landskampioen

1973
- Topscorer Superligaen

1973 (28 goals)
 Kjøbenhavns Boldklub
- Deens landskampioen

1980
- Topscorer Superligaen

1980 (19 goals)
 Lyngby BK
- Deens landskampioen

1983